# 得宗専制
得宗専制（とくしゅうせんせい/とくそうせんせい）は、鎌倉幕府において北条氏の惣領である得宗に幕府権力が集中して専制政治が行われたこと、またその時期を指す。鎌倉幕府の歴史を3つに分けた場合、源氏将軍・執権政治に続く第3の時期にあたる。

## 概要
基本的に鎌倉幕府は、鎌倉殿（征夷大将軍）と個々の御家人の主従関係によって成り立っていた。本来は北条氏も鎌倉殿の家来のひとつに過ぎず、数ある御家人の第一人者であっても主君ではなかった。源実朝の死により源氏将軍が断絶し、摂関家や皇族から鎌倉殿を迎える事（宮将軍）となり、名目上の存在になった時に、代わって幕府を主宰したのは有力御家人の合議機関である評定衆であり、北条氏から出た執権は、その評定衆の長、いわば現代で言う議長職に過ぎなかった。
しかしながら、権力争いの中で有力御家人を次々と滅ぼし、また評定衆も含め幕府の要職を独占するにつれ、北条一門の実権が次第に強化されていった。そして、その過程において、幕府の公的な地位である執権よりも、単なる北条氏の私的な地位に過ぎない得宗に権力が移行していく事になり、こうして得宗専制が成立した。従って、得宗個人に権力が集中するというより、北条の一族、特に得宗家に権力が集中したとみるべきであり、得宗家の執事に過ぎない内管領が実際の権力を掌握した時期もあり、これも含めて得宗専制と称する。

## 経緯
寛元4年（1246年）、5代執権北条時頼は前将軍九条頼経を京都に送還する宮騒動を起こし、その翌年の宝治合戦で三浦氏を滅ぼした。更に康元元年（1256年）に執権を一族の北条長時に譲って出家した後も幕府の実権を保持していた。その後、時頼の嫡男北条時宗が成長して8代執権となった時期に元寇が重なり、この対策のため時宗の下に幕府権力が集中するようになる。弘安7年（1284年）、時宗が急死して14歳の北条貞時が執権を継承し、貞時の外祖父である安達泰盛と乳父である内管領平頼綱がこれを補佐して、新御式目の制定などが行われた。ところが、泰盛を支持する御家人勢力（「外様」）と頼綱を支持する御内人勢力（「御内」）が対立した結果、弘安8年（1285年）には平頼綱が安達泰盛とその支持者を滅ぼす霜月騒動を起こした。その結果、権力を握った頼綱は外様である御家人勢力を幕府中枢から排除して得宗の権力を強化し、北条氏一門と御内人がこれを支える体制に改めた。その後、頼綱は成長した貞時によって滅ぼされ、安達氏も得宗外戚として復権したが、この体制自体は変わらず、鎌倉幕府の滅亡（元弘の乱）まで続くことになる。
通説では、霜月騒動以後の体制のことを得宗専制と称する。ただし、前述の宮騒動以後の時頼による権力強化の動きを得宗への権力集中の始まりと見て、ここに始期を求める見解や、執権と得宗が分離した康元元年以後、時宗死去による外戚・御内の得宗補佐が確立した弘安7年以後とする説もある。もっとも、通説を採用する論者でも宮騒動以後が得宗権力の専制確立への過渡期であることを否定するものではなく、執権と得宗の権力の分離や他の幕府機構（特に幕府の合議決定機関である評定衆・引付衆）との関係を分析して「専制」と呼べる段階には達していないとする見方が多い。
得宗専制の下において、北条氏内部では得宗が一門に対する惣領としての地位を確立し、一門は評定衆・引付衆・六波羅探題・諸国守護などの地位を占めた。また、得宗家の郎党に過ぎなかった御内人が幕府機構に進出して、侍所などに役職を占めるようになった。更に得宗の私邸で開かれる寄合（参加者を寄合衆と呼ぶ）で幕府の重要事項（例えば本来は評定衆が審議する御恩や官途など）が決定されるようになった。この結果、評定衆や引付衆による合議制に基づく執権政治が解体され、得宗家当主以外の執権の権威は名目のみとなった。
時宗が卒去すると、14歳の息子北条貞時が得宗家当主となるが、若い貞時は時宗の様な指導力を行使できず、寄合が幕府の正式な最高意思決定機関となった。
成長した貞時は正応6年（1293年）、平禅門の乱で実権を握っていた内管領平頼綱を滅ぼして権力を掌握すると得宗への権力集中を進めるが、これに反発する北条氏一門の庶家との対立が激しくなった。貞時は嘉元の乱で北条氏庶家の勢力を除こうとしたが失敗し、以後政務への意欲を無くした貞時は酒宴に明け暮れて政務を放棄したため、幕府の主導権は再び寄合衆に移り、得宗は将軍同様に装飾的存在に祭り上げられていった。
さらに北条高時の時代になると、幕府は内管領長崎円喜・外戚の安達時顕などの寄合によって「形の如く子細なく」（先例に従い形式通りに）運営されるようになっており、高時は主導権を発揮することを求められもしなかった。高時は1331年に長崎親子の排除を画策する（元弘の騒動）が失敗し、結局高時が得宗として政治的な主導権を発揮することもないまま、1333年に御家人の足利高氏や新田義貞らによって幕府が倒され、高時は自害し、得宗家も滅亡した。